# Šuga
Šuga (engl. scabies od lat. scabere - češati, kolokvijalno poznata kao sedmogodišnji svrab) zarazna je infekcija kože uzrokovana gnjidom Sarcoptes scabiei. Ovi paraziti su mali i obično nisu direktno vidljivi. Oni žive u koži domaćina, uzrokujući intenzivni alergijski svrab. Kod životinja je infekcija uzrokovana različitom vrstom šugarca. Svetska zdravstvena organizacija klasifikuje šugu kao bolest povezanu sa vodom. Bolest se može preneti sa objekata, mada do prenosa najčešće dolazi direktnim dodirom, i rizik od oboljevanja je proporcionalan dužini kontakta. Inicijalna infekcija traje četiri do šest nedelja nakon čega postaje simptomatična. Reinfekcija se može manifestovati u toku 24 sata. Pošto su simptomi alergijski, oni se zadržavaju znatno dugo nakon eradikacije parazita. Krustava šuga, ranije poznata kao Norveška šuga, je ozbiljnija forma infekcije koja je često povezana sa imunosupresijom.
Najčešći simptomi su jak svrab i osip nalik bubuljicama. Povremeno se na koži mogu pojaviti rupice. Kod prve infekcije, zaražena osoba će obično razviti simptome u roku od dve do šest nedelja. Tokom druge infekcije, simptomi mogu početi u roku od 24 sata. Ovi simptomi mogu biti prisutni na većem delu tela ili samo na određenim područjima, poput zglobova, između prstiju ili duž struka. Glava može biti zahvaćena, ali to je tipično samo kod male dece. Svrab je često gori noću. Grebanje može izazvati oštećenje kože i dodatnu bakterijsku infekciju na koži.
Šuga je uzrokovana infekcijom ženkom grinja Sarcoptes scabiei var. hominis, ektoparazita. Grinje se ukopavaju u kožu da žive i polažu jaja. Simptomi šuge su posledica alergijske reakcije na grinje. Često je samo 10 do 15 grinja uključeno u infekciju. Šuga se najčešće širi tokom relativno dugog perioda direktnog kontakta sa kožom sa zaraženom osobom (najmanje 10 minuta), poput onog koji se može javiti tokom seksa ili zajedničkog života. Do širenja bolesti može doći čak i ako osoba još nije razvila simptome. Skučeni životni uslovi, poput onih u ustanovama za brigu o deci, grupnim domovima i zatvorima, povećavaju rizik od širenja. Područja sa nedostatkom pristupa vodi takođe imaju veće stope bolesti. Krastava šuga je teži oblik bolesti. Obično se javlja samo kod osoba sa slabim imunskim sistemom, a ljudi mogu imati milione grinja, što ih čini mnogo zaraznijim. U tim slučajevima može doći do širenja infekcije tokom kratkog kontakta ili kontaminiranim predmetima. Grinja je vrlo mala i obično nije direktno vidljiva. Dijagnoza se zasniva na znacima i simptomima.
Dostupni su brojni lekovi za lečenje inficiranih, uključujući kreme sa permetrinom, krotamitonom i lindanom i ivermektin. Seksualni kontakti tokom poslednjih mesec dana i ljudi koji žive u istoj kući takođe bi trebalo da budu tretirani istovremeno. Posteljinu i odeću koja je korištena u poslednja tri dana treba prati u vrućoj vodi i osušiti u toploj sušilici. Kako grinja ne živi više od tri dana izvan ljudske kože, nije potrebno više pranja. Simptomi se mogu nastaviti dve do četiri nedelje nakon tretmana. Ako se nakon ovog vremena simptomi nastave, moguće je da je potrebno ponovno lečenje.
Šuga je jedan od tri najčešća kožna oboljenja kod dece, uz lišajeve i bakterijske infekcije kože. Od 2015. godine pogađa oko 204 miliona ljudi (2,8% svetske populacije). Podjednako je uobičajena kod oba pola. Češće su pogođeni mladi i stari. Takođe se češće javlja u zemljama u razvoju i tropskoj klimi. Engleski naziv scabies potiče od лат. scabere, 'ogrebati'. Druge životinje ne šire ljudsku šugu. Infekcija kod drugih životinja obično je uzrokovana malo drugačijim, ali srodnim grinjama i poznata je kao sarkoptična šuga.

## Znaci i simptomi
Karakteristični simptomi infekcije šugom uključuju intenzivan svrab i površinske rupe. Budući da domaćin razvija simptome kao reakciju na prisustvo grinja tokom vremena, tipično dolazi do kašnjenja od četiri do šest nedelja između početka zaraze i početka svraba. Slično, simptomi često traju jednu do nekoliko nedelja nakon uspešnog iskorenjivanja grinja. Kao što je napomenuto, oni koji su ponovo bili izloženi šugi nakon uspešnog lečenja mogu pokazati simptome nove infekcije u mnogo kraćem periodu - samo jedan do četiri dana.

### Svrab
U klasičnom scenariju, svrab se pogoršava toplotom i obično se doživljava kao da se pogoršava noću, verovatno zato što je manje smetnji. Kao simptom, ređe se javlja kod starijih osoba.

### Osip
Površinske rupe šuge obično se javljaju u predelu prstiju, stopala, zglobova, laktova, leđa, zadnjice i spoljašnjih genitalija. Osim kod odojčadi i imunosupresivnih osoba, infekcija se generalno ne javlja na koži lica ili lobanje. Jame nastaju iskopavanjem odrasle grinje u epidermisu. Akropustuloza, ili žuljevi i pustule na dlanovima i tabanima, karakteristični su simptomi šuge kod odojčadi.
- Šuga na stopalu
- Šuga na ruci
- Šuga na šaci
- Šuga prsta

Kod većine ljudi, tragovi grinja su linearni ili u obliku slova S na koži, često praćeni nizovima malih bubuljica, nalik na one uzrokovane ubodima komaraca ili insekata. Ovi znakovi se često nalaze u pukotinama na telu, na primer na naborima prstiju na rukama i nogama, oko genitalija, na stomačnim naborima kože i ispod dojki žena.
Simptomi se obično javljaju dve do šest nedelja nakon infekcije kod pojedinaca koji nikada ranije nisu bili izloženi šugi. Za one koji su prethodno bili izloženi, simptomi se mogu pojaviti u roku od nekoliko dana nakon infekcije. Međutim, simptomi se mogu pojaviti i nakon nekoliko meseci ili godina.

### Okrastala šuga
Starije osobe, osobe sa invaliditetom i osobe sa oslabljenim imunološkim sistemom, kao što su oni sa HIV/AIDS-om, rakom ili oni koji uzimaju imunosupresivne lekove, podložni su šugi (koja se naziva i norveška šuga). Kod onih sa slabijim imunskim sistemom, domaćin postaje plodnije tlo za razmnožavanje grinja, koje se šire po telu domaćina, osim po licu. Grinje kod okrastale šuge nisu virulentnije nego kod šuge bez krasta, ali su mnogo brojnije, ponekad i do dva miliona. Ljudi sa šugom pokazuju ljuskavi osip, blagi svrab i debele kore kože koje sadrže veliki broj grinja. Iz tog razloga, osobe sa okrastalom šugom su zaraznije za druge od onih sa tipičnim šugom. Takva područja posebno otežavaju iskorenjivanje grinja, jer kore štite grinje od lokalnih miticida/skabicida, te je neophodan produženi tretman ovih područja.

## Uzroci

### Grinje šuge
U 18. veku, italijanski biolozi Đovani Kozimo Bonomo i Dijacinto Čestoni (1637–1718) opisali su grinju koja se danas zove Sarcoptes scabiei, sorta hominis, kao uzročnika šuge. Sarcoptes je rod kožnih parazita i deo je veće porodice grinja koje su zajedno poznate kao krastaste grinje. Ovi organizmi imaju osam nogu kao odrasli, i svrstani su u istu filogenetsku klasu (Arachnida) kao pauci i krpelji.
S. scabiei grinje su manje od 0,5 mm; ponekad su vidljive kao bele tačke. Gravidne ženke tuneliraju u mrtvom, površinskom sloju (stratum corneum) kože domaćina i odlažu jaja u plitke jazbine. Iz jaja se izlegu larve za tri do deset dana. Ove mlade grinje kreću se po koži i linjaju se u stadijum „nimfe“, pre nego što sazrevaju kao odrasle jedinke, koje žive tri do četiri nedelje u koži domaćina. Mužjaci lutaju po koži, povremeno se zarivajući u kožu. Generalno, ukupan broj odraslih grinja koje zaraze zdravu higijensku osobu šugom bez krasta je mali, u proseku oko 11 ženki u jazbinama.
Kretanje grinja unutar i na koži proizvodi intenzivan svrab, koji ima karakteristike odloženog ćelijski posredovanog inflamatornog odgovora na alergene. IgE antitela su prisutna u serumu i mestu infekcije, koja reaguju na više proteinskih alergena u telu grinja. Neka od njih unakrsno reaguju na alergene iz grinja kućne prašine. Neposredne alergijske reakcije posredovane antitelima bivaju izazvane kod inficiranih osoba, ali ne i kod onih koje nisu inficirane. Smatra se da neposredna preosetljivost ovog tipa objašnjava daleko brži alergijski odgovor kože na reinfekciju uočen kod osoba koje su prethodno bile zaražene, posebno u prethodnih godinu ili dve.

### Prenošenje
Šuga je zarazna i može se preneti produženim fizičkim kontaktom sa zaraženom osobom. Ovo uključuje seksualni odnos, iako se većina slučajeva dobija putem drugih oblika kontakta kože na kožu. Ređe, infestacija šugom se može desiti kroz deljenje odeće, peškira i posteljine, ali ovo nije glavni način prenošenja; pojedinačne grinje mogu da prežive samo dva do tri dana, najviše, udaljene od ljudske kože na sobnoj temperaturi. Kao i kod vaški, kondom od lateksa je neefikasan protiv prenošenja šuge tokom seksualnog odnosa, jer grinje obično migriraju sa jedne osobe na drugu na drugim mestima van polnih organa.
Zdravstveni radnici su u opasnosti da se zaraze šugom od pacijenata, jer mogu biti u dužem kontaktu sa njima.

## Patofiziologija
Simptomi su uzrokovani alergijskom reakcijom tela domaćina na proteine grinja, iako tačno koji proteini ostaje tema proučavanja. Proteini grinja su takođe prisutni iz creva, u izmetu grinja, koji se taloži ispod kože. Alergijska reakcija je odloženog (posredovanog ćelijama) i neposrednog (posredovano antitelima) tipa, i uključuje IgE (pretpostavlja se da antitela posreduju u veoma brzim simptomima pri reinfekciji). Simptomi tipa alergije (svrab) traju nekoliko dana, pa čak i nekoliko nedelja, nakon što su sve grinje ubijene. Nove lezije se mogu pojaviti nekoliko dana nakon što se grinje iskorene. Nodularne lezije od šuge mogu nastaviti da budu simptomatske nedeljama nakon što su grinje ubijene.
Stope šuge su negativno povezane sa temperaturom i pozitivno povezane sa vlažnošću.

## Spoljašnje veze
- American Academy of Dermatology pamphlet on Scabies

|  | Molimo Vas, obratite pažnju na važno upozorenje u vezi sa temama iz oblasti medicine (zdravlja). |